# デナリ
デナリ（Denali、[dəˈnɑːli]）またはマッキンリー山（Mount McKinley）は、アメリカ合衆国アラスカ州にある山で、アラスカ山脈、アメリカ合衆国、北アメリカ大陸の最高峰。標高は6190.4 m（2012年の測量前は6194 m）。
一帯はデナリ国立公園（約2万4000平方キロメートル）となっている。

## 名称
北米先住民デナッイナ族の言語であるデナッイナ語で「大きな山」を意味する「Dghelay Ka'a （/dɣəˈlay ˈkaʔa/）」と呼ばれている。また、近隣に住むコユコン族の言語であるコユコン語では「高きもの」「偉大なるもの」を意味する「Deenaalee（/diˈnæli/）」と呼ばれる。英語では後者を語源として「Denali （[dɪˈnɑːli]）」、あるいは稀に「Dinale（[dɪˈnæli]）」と呼び、これは「デナリ」と邦訳される。
1897年、連邦政府によってこの山には、当時の大統領ウィリアム・マッキンリーにちなんだ「マッキンリー山（Mount McKinley）」の名が与えられた。この名称は1896年に、オハイオ州出身の採鉱者が同州出身の大統領候補だったマッキンリーの名を付けるよう提案したことによる。
1975年、アラスカ州政府はデナリを正式名称とするよう、連邦政府に働きかけることを始めた。1980年には州法に基づき、山を含む周囲にデナリ国立公園が設置され、同時に州地名局は山の呼称もデナリに改称したが、連邦地名局はマッキンリーを使い続けた。以降は2つの呼称が並存していたが、アラスカ人はデナリの名を好む傾向があり、連邦政府での呼称もそれに変更しようとする運動も行われた。一方で、観光客などは山をマッキンリー、国立公園をデナリと呼び分けることもあった。
2015年8月30日、バラク・オバマ大統領は山の名称を正式にデナリへ変更することを発表した。この変更は、オハイオ州出身議員に不満をもたらした。
2025年1月20日にドナルド・トランプが大統領に就任すると、その日のうちに名称をマッキンリー山に戻す大統領令に署名、24日に合衆国内務省が名称を変更した。

## 特徴
デナリはエベレストよりも大きな山体と比高を持つ。エベレストの標高はデナリより2700 mも高いが、チベット高原からの比高は3700 m程度に過ぎない。一方、デナリは麓の平地の標高は600 m程度であり、そこからの比高は5500 mに達する。
高緯度にあるため、夏と冬の変化が大きい。夏は白夜になるが、冬は日照時間が非常に短くなる。日の出から日没までの時間は夏至では約22時間、冬至では4時間45分である。
デナリは高緯度に位置するため気温が低く、夏でも山頂の平均気温は−20 °C程度となる。冬には5700 m地点に据えられた温度計の最低気温が日常的に−40 °Cを下回り、1995年には−59.4 °Cを記録している。1969年以前には、中腹の約4600 m地点で最低気温−73.3 °C（−100 °F）を記録したこともある。その影響でヒマラヤやアンデスの同一標高よりも気圧が低い。デナリ山頂と同一気圧になるヒマラヤの標高は、登山シーズンで比較するとデナリ山頂よりも約300–450 m程高い。気圧は夏よりも冬のほうが一段と低くなり、冬のデナリ山頂の気圧は夏のヒマラヤ7000 m超に相当する。そのため、登山者にとっては高山病の危険性が比較的高くなる。
冬にはジェット気流の影響からしばしば160 km/h（≈ 44.4 m/s）の風が吹き下ろし、さらにデナリ・パスのような風が集まる地形ではベンチュリ効果によって風速が倍増することもある。

## 地形
デナリには2つの主要な頂がある。南峰は最高点であり、北峰は5934 mの高さである。北峰は南峰との鞍部から402 m上るため、独立峰とされることもある。
5本の巨大な氷河が山から発していて、ピータース氷河は北西に、マルドロー氷河は北東に流れる。マルドロー氷河の東隣にはトラレイカ氷河がありルース氷河は南東に、カヒルトナ氷河は南西に流れる。
山体は花崗岩でできており、太平洋プレートが北米プレートの下に潜り込み、北米プレートの大陸地殻を押し上げたものである。

## 登頂歴

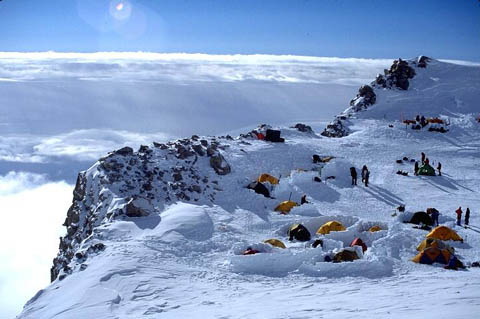
デナリの「ハイ・キャンプ」

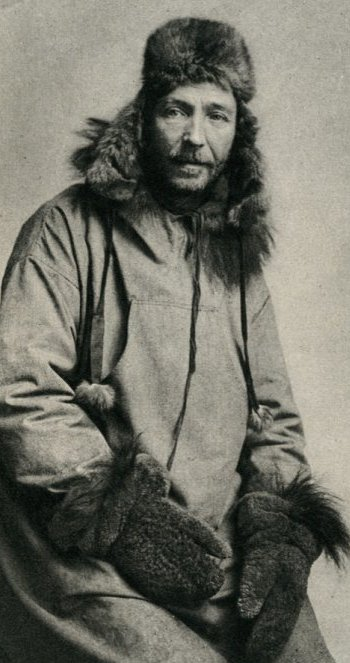
初登頂者の1人であるハドソン・スタック司祭

1903年、フレデリック・クックによって初登頂されたと報じられたが、彼に同行していたエド・バレルによって1909年に否定された。ただし、バレルは、北極点初到達をクックと争ったロバート・ピアリーによって大金で買収されていたことが分かっている。
1913年6月7日、真の人類初登頂が達成された。偉業を成し遂げたのは、司祭のハドソン・スタック、ハリー・カーステンス、ウォルター・ハーパー、ロバート・テータム司祭ら、アメリカ人4名である。1947年には、バーバラ・ウォシュバーンが女性として初めて頂上に到達した。1951年にブラッドフォード・ウォシュバーン隊によって登頂されたウェストバットレスルートが現在最も一般的なルートとなっている。
登山シーズンは4月後半から7月中旬。4月、5月は寒く、7月になると雪が緩むので、6月中に登る人が最も多い。1990年以降、登山シーズンには毎年400人から800人ほどが登頂している。2015年までに冬季登頂を果たしたのは10隊17人で、うち5人が単独。冬のデナリでは6人が死亡している。
- 1913年6月7日 - 人類初登頂。アメリカのハドソン・スタック（英語版）ら4名による。
- 1947年 - 女性初登頂。アメリカのバーバラ・ウォシュバーン（英語版）による。
- 1951年 - ウェストバットレスルート初登頂。アメリカのブラッドフォード・ウォシュバーン（英語版）による。
- 1961年 - カシンリッジルート初登頂。イタリアのリッカルド・カシン（英語版）による。
- 1967年2月28日 - 冬季初登頂。アメリカのデイヴ・ジョンストン（Dave Johnston）、アート・デヴィッドソン（Art Davidson）、レイ・ジュネ（英語版）による。
- 1970年（昭和45年）8月26日 - 単独初登頂。植村直己による（世界初の五大陸最高峰登頂）。
- 1972年（昭和47年）7月12日 - 南壁西稜コースに挑んでいた日本の女性登山家グループ凌雪会のうち3人が遭難死[23]。
- 1976年 - 南西壁ルート初登頂。イタリアのラインホルト・メスナーとブーレ・エルツによる。
- 1984年（昭和59年）2月12日 - 冬季単独初登頂。植村直己による（下山時に遭難して行方不明）。
- 1988年3月7日 - 初の冬季単独登頂と下山。アメリカのヴァーノン・テジャス（英語版）による。
- 1989年（平成元年）2月23日 - 冬季登頂に挑んだ山田昇、小松幸三、三枝照雄が遭難死。
- 1998年（平成10年）3月8日 - 日本人初の冬季単独登頂と下山。栗秋正寿による。
- 2001年6月17日 - 最年少登頂。ルーマニアのガレン・ジョンストン（Galen Johnston、当時11歳）による[24]。
- 2013年6月28日 - 最高齢登頂。トム・チョート（Tom Choate、当時78歳）による[25]。
- 2014年6月7日 - 最速登頂。スペインのキリアン・ジョルネによる。標高2000 mのベースキャンプから頂上までを11時間48分で往復。下りにはスキーを使用。登頂には9時間43分をかけ、それから2時間程度で滑り降りた[26]。
- 2015年（平成27年）6月21日 - イモトアヤコと日本テレビ撮影隊が登頂。